# Klinikum Hanau
Koordinaten: 50° 8′ 1,6″ N, 8° 55′ 24,1″ O

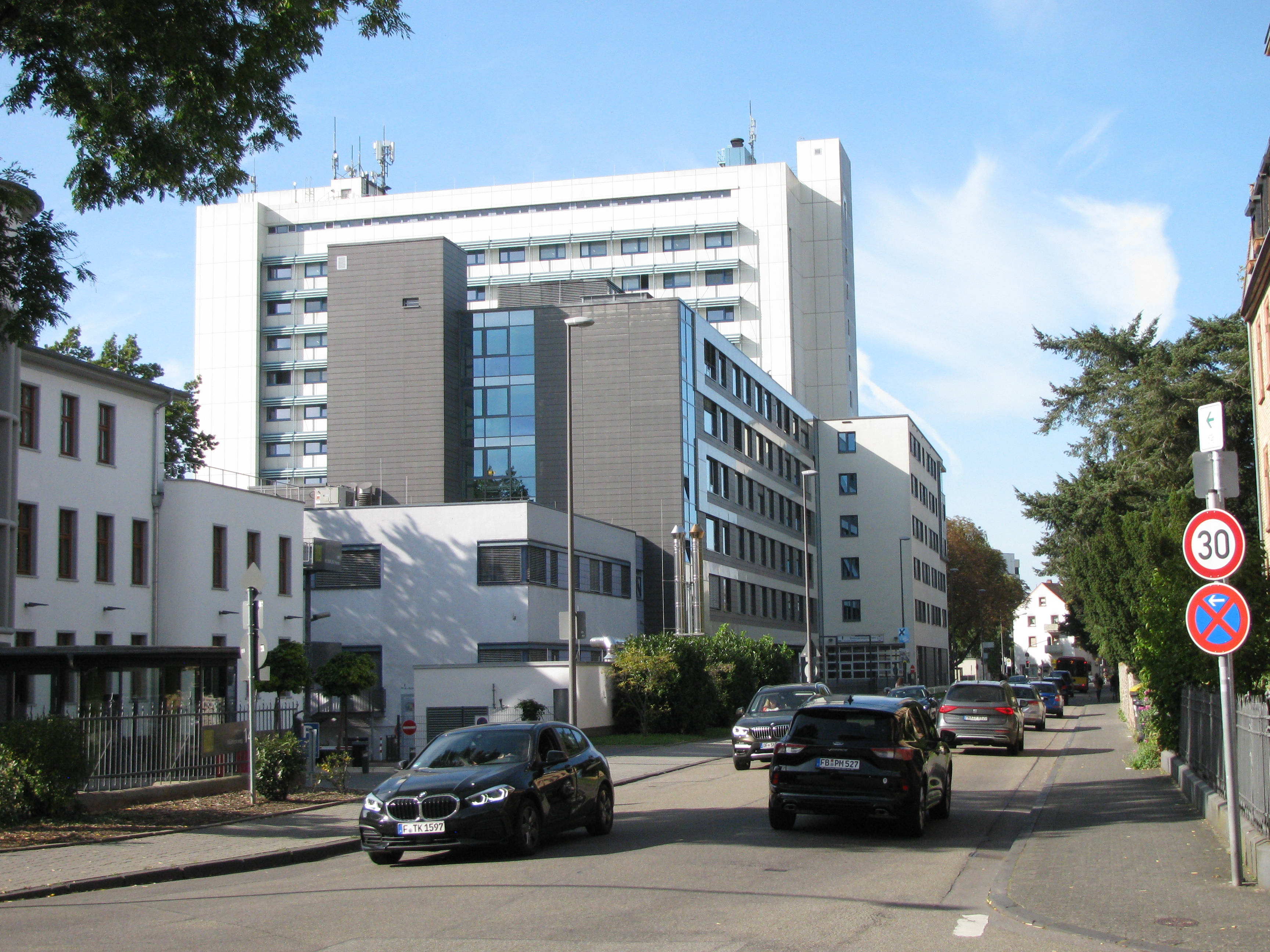

Das Klinikum Hanau ist eines von zwei Krankenhäusern in Hanau und steht vollständig in städtischem Eigentum. Es ist ein Krankenhaus der Maximalversorgung und akademisches Lehrkrankenhaus der Johann-Wolfgang-Goethe-Universität Frankfurt am Main.
Die Klinik hat 747 Betten und versorgt jährlich 33.300 stationäre und 61.000 ambulante Patienten. Das Einzugsgebiet umfasst den westlichen Main-Kinzig-Kreis und angrenzende Gebiete mit insgesamt 400.000 Einwohnern.

## Geschichte
Funktionaler Vorgänger des heutigen Klinikums Hanau waren zum einen das Alt-Hanauer Hospital, eine spätmittelalterliche Gründung der (späteren) Altstadt Hanau. Im Jahr 1505 erhielt es einen Neubau in der nach ihm heute so benannten Hospitalstraße. Mit der Gründung der Hanauer Neustadt am Ende des 16. Jahrhunderts gründeten zum anderen auch deren Bürger 1609 ein eigenes Hospital. Dieses befand sich zunächst in der Frankfurter Straße, wurde aber später durch einen Neubau an der Leimenstraße ersetzt, wo sich das Klinikum Hanau noch heute befindet.
Im Zweiten Weltkrieg wurden die Gebäude des Krankenhauses nahezu vollständig zerstört. Erst in den 1950er-Jahren konnte der Betrieb wieder aufgenommen werden. 1996 wurde die psychiatrische Abteilung vom Landeswohlfahrtsverband Hessen übernommen, die sich bis heute in einem baulich getrennten, denkmalgeschützten Gebäudekomplex befindet, der ehemals Sitz der Hohen Landesschule war.

## Abteilungen
- Allgemein, Viszeral- und Thoraxchirurgie
- Anästhesiologie, operative Intensivmedizin und Schmerztherapie
- Dermatologie und Allergologie
- Gastroenterologie, Diabetologie und Infektiologie
- Gefäßchirurgie, vaskuläre und endovaskuläre Chirurgie
- Gynäkologie und Geburtshilfe
- Kardiologie, Angiologie, Pneumologie, Nephrologie und internistische Intensivmedizin
- Kinder- und Jugendmedizin
- Hals-, Nasen- und Ohrenerkrankungen
- Neurologie
- internistische Onkologie, Hämatologie und klinische Immunologie
- Unfallchirurgie und Orthopädie
- Psychiatrie und Psychotherapie
- Zentrale Notaufnahme